# Rachael Karker
Rachael Karker (Guelph, 9 settembre 1997) è una sciatrice freestyle canadese, specializzata nell'halfpipe e vincitrice di un bronzo olimpico, un argento e un bronzo iridati e quattro medaglie agli X Games, nonché di due Coppe del Mondo di specialità.

## Palmarès

### Olimpiadi
- 1 medaglia:
  - 1 bronzo (halfpipe a Pechino 2022)

### Mondiali
- 2 medaglie:
  - 1 argento (halfpipe ad Aspen 2021)
  - 1 bronzo (halfpipe a Bakuriani 2023)

### Winter X Games
- 4 medaglie:
  - 2 argenti (superpipe ad Aspen 2020 e ad Aspen 2023)
  - 2 bronzi (superpipe ad Aspen 2019 e ad Aspen 2021)

### Coppa del Mondo
- Vincitrice della Coppa del Mondo di halfpipe nel 2021 e nel 2023
- Miglior piazzamento in classifica generale: 6ª nel 2022
- 16 podi:
  - 2 vittorie
  - 8 secondi posti
  - 6 terzi posti

#### Coppa del Mondo - vittorie
| Data             | Luogo           | Paese       | Disciplina |
| ---------------- | --------------- | ----------- | ---------- |
| 21 marzo 2021    | Aspen           | Stati Uniti | HP         |
| 17 dicembre 2022 | Copper Mountain | Stati Uniti | HP         |

Legenda:

HP = halfpipe